# Miércoles de Ceniza (película de 2002)
Miércoles de Ceniza (Ash Wednesday) es una película de los Estados Unidos, dirigida por Edward Burns en 2002 y protagonizada por Oliver Platt, Elijah Wood, Rosario Dawson y el mismo Edward Burns.

## Sinopsis
Francis Sullivan es propietario de un bar en el West Side neoyorquino. Lleva una vida estable y rutinaria al lado de Grace, viuda de su hermano Sean, y su sobrino.
Sin embargo, llega a sus oídos la noticia de que su hermano Sean sigue con vida y lo que es más, ha decidido volver a su antiguo barrio, Hell's Kitchen. Francis, profundamente católico, lleva un tremendo peso en el corazón que le ha hecho sembrar su vida de remordimientos y culpabilidades a causa de su terrible y oscuro pasado.
En este día de penitencia para los católicos, Francis recuerda cómo hace tres años trabajaba como sicario para las bandas mafiosas irlandesas que operaban en el West Side hasta que su hermano Sean, hasta ese momento ajeno al mundo de la delincuencia y el crimen, se vio envuelto en el asesinato de tres hombres al salvarle la vida. Francis mataría, por última vez, a un asesino a sueldo enviado para liquidar a su hermano con la promesa de que éste no regresará jamás a Hell's Kitchen.
Sin embargo, Sean ha decidido volver para llevarse a su mujer, Grace y a su hijo (que no tenía conocimiento de su existencia) y va a necesitar la ayuda de su hermano Francis si quiere salir indemne de esta situación. Francis se verá abocado a ayudar a su hermano Sean, en un mar de contradicciones y luchas internas, volviendo a poner en peligro su nueva vida y, lo que es peor para sí mismo, la paz y la redención con Dios.